# Isoperla lugens
Isoperla lugens är en bäcksländeart som först beskrevs av František Klapálek 1923.  Isoperla lugens ingår i släktet Isoperla och familjen rovbäcksländor. Inga underarter finns listade i Catalogue of Life.